# Western Hockey League

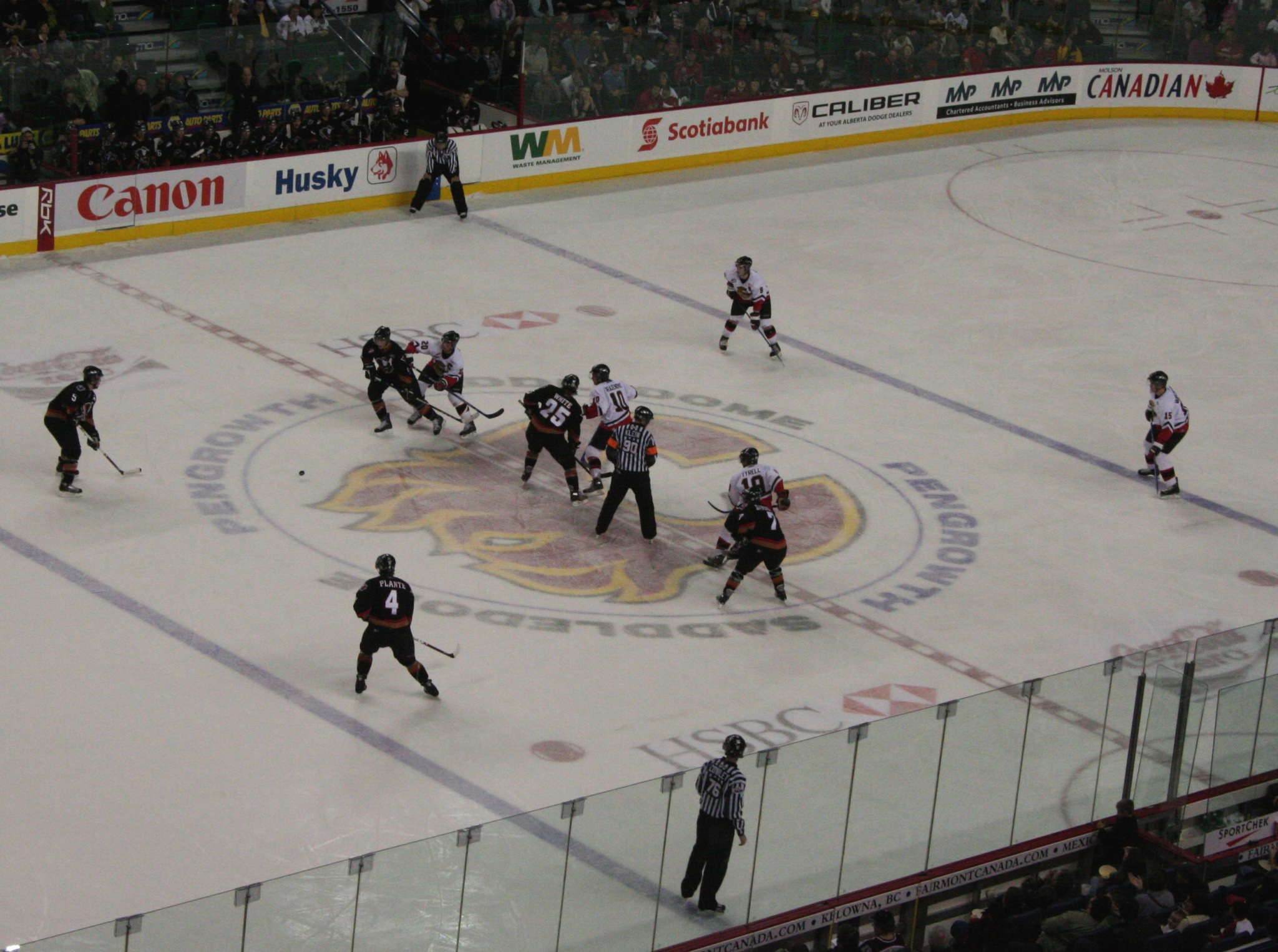
Bully zw. den Calgary Hitmen und den Prince George Cougars

Die Western Hockey League (kurz WHL), früher auch bekannt als Western Canada Hockey League (kurz WCHL), ist eine der drei kanadischen Top-Juniorenligen, welche die Canadian Hockey League bilden.

## Organisation
Neben der Western Hockey League existieren in der Canadian Hockey League die OHL und die LHJMQ.
In der WHL dürfen nur Spieler zwischen 15 und 20 Jahren spielen. Jedes Team hat jedoch die Möglichkeit, drei Spieler einzusetzen, welche beim Saisonstart bereits 20 Jahre alt sind. Diese werden als "Overage" Junioren bezeichnet. Die Anzahl Spieler, die nicht aus Nordamerika stammt, ist auf drei Spieler pro Team begrenzt. Die Teams stammen aus den kanadischen Provinzen Alberta, British Columbia, Manitoba und Saskatchewan, sowie aus den US-Bundesstaaten Washington und Oregon.

## Mannschaften
| Eastern Conference Eastern Division Brandon Wheat Kings Moose Jaw Warriors Prince Albert Raiders Regina Pats Saskatoon Blades Winnipeg Ice Central Division Calgary Hitmen Edmonton Oil Kings Lethbridge Hurricanes Medicine Hat Tigers Red Deer Rebels Swift Current Broncos | Western Conference B.C. Division Kamloops Blazers Kelowna Rockets Prince George Cougars Vancouver Giants Victoria Royals U.S. Division Everett Silvertips Portland Winterhawks Seattle Thunderbirds Spokane Chiefs Tri-City Americans |

## Geschichte
Die WHL wurde im Sommer 1966 gegründet, als sich einige der Mitglieder der Saskatchewan Junior Hockey League von dieser aus Ärger über die schlechte Wirtschaftlichkeit und die ungleiche Behandlung abspalteten. Die Liga erhielt zunächst den Namen Western Canada Junior Hockey League, später dann Western Canada Hockey League, was dann irgendwann in den schlichten Namen von heute geändert wurde.

### Meister

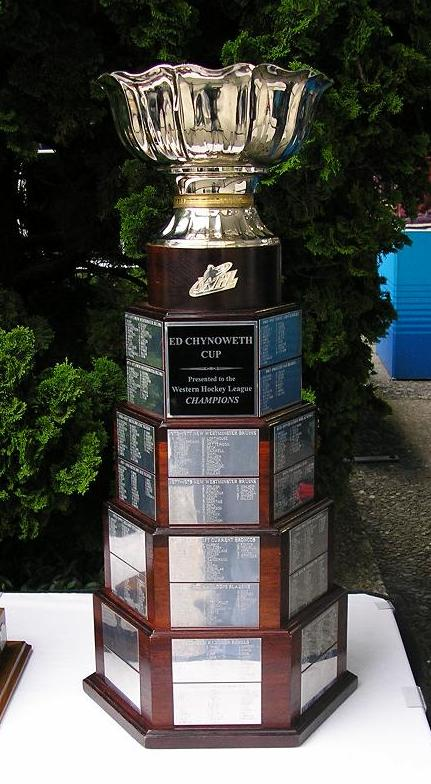
Der Ed Chynoweth Cup wird an den Gewinner der Playoffs verliehen

Der Sieger der WHL bekam den Presidents Cup, seit 2007 den Ed Chynoweth Cup, benannt nach dem langjährigen Präsidenten der WHL Ed Chynoweth. Die bisherigen Titelträger waren:
- 1967 Moose Jaw Canucks
- 1968 Estevan Bruins
- 1969 Flin Flon Bombers
- 1970 Flin Flon Bombers
- 1971 Edmonton Oil Kings
- 1972 Edmonton Oil Kings
- 1973 Medicine Hat Tigers
- 1974 Regina Pats
- 1975 New Westminster Bruins
- 1976 New Westminster Bruins
- 1977 New Westminster Bruins
- 1978 New Westminster Bruins
- 1979 Brandon Wheat Kings
- 1980 Regina Pats
- 1981 Victoria Cougars
- 1982 Portland Winter Hawks
- 1983 Lethbridge Hurricanes
- 1984 Kamloops Blazers
- 1985 Prince Albert Raiders
- 1986 Kamloops Blazers
- 1987 Medicine Hat Tigers
- 1988 Medicine Hat Tigers
- 1989 Swift Current Broncos
- 1990 Kamloops Blazers
- 1991 Spokane Chiefs
- 1992 Kamloops Blazers
- 1993 Swift Current Broncos
- 1994 Kamloops Blazers
- 1995 Kamloops Blazers
- 1996 Brandon Wheat Kings
- 1997 Lethbridge Hurricanes
- 1998 Portland Winter Hawks
- 1999 Calgary Hitmen
- 2000 Kootenay Ice
- 2001 Red Deer Rebels
- 2002 Kootenay Ice
- 2003 Kelowna Rockets
- 2004 Medicine Hat Tigers
- 2005 Kelowna Rockets
- 2006 Vancouver Giants
- 2007 Medicine Hat Tigers
- 2008 Spokane Chiefs
- 2009 Kelowna Rockets
- 2010 Calgary Hitmen
- 2011 Kootenay Ice
- 2012 Edmonton Oil Kings
- 2013 Portland Winterhawks
- 2014 Edmonton Oil Kings
- 2015 Kelowna Rockets
- 2016 Brandon Wheat Kings
- 2017 Seattle Thunderbirds
- 2018 Swift Current Broncos
- 2019 Prince Albert Raiders
- 2020 Saison abgebrochen
- 2021 Playoffs nicht ausgespielt
- 2022 Edmonton Oil Kings
- 2023 Seattle Thunderbirds
- 2024 Moose Jaw Warriors
- 2025 Medicine Hat Tigers

13 WHL-Teams gewannen bisher den Memorial Cup. Die Regina Pats (1974), New Brunswick Bruins (1977, 1978), Portland Winter Hawks (1983, 1998), Prince Albert Raiders (1985), Medicine Hat Tigers (1987, 1988), Swift Current Broncos (1989), Spokane Chiefs (1991, 2008), Kamloops Blazers (1992, 1994, 1995), Red Deer Rebels (2001), Kootenay Ice (2002), Kelowna Rockets (2004), Vancouver Giants (2007) und Edmonton Oil Kings (2014).